# Linaria tenuis
Linaria tenuis är en grobladsväxtart som först beskrevs av Domenico Viviani, och fick sitt nu gällande namn av Spreng.. Linaria tenuis ingår i släktet sporrar, och familjen grobladsväxter. Inga underarter finns listade i Catalogue of Life.